# Mitrella bruggeni
Mitrella bruggeni là một loài ốc biển, là động vật thân mềm chân bụng sống ở biển trong họ Columbellidae.
The specific name bruggeni is in honor of Dutch malacologist Adolph Cornelis van Bruggen.
It was created as a new name for Mitrella broderipi auct. not Sowerby, 1844.